# 하마자키촌
하마자키촌(浜崎村)은 시즈오카현 가모군에 있던 촌이다. 

## 역사
- 1889년 4월 1일 - 정촌제 시행에 의해 가모군 이나즈사촌이 성립하였다.
- 1896년 8월 20일 - 오아자 시라하마가 분립해, 시라하마촌이 성립하였다.
- 1955년 3월 31일 - 시모다정, 이노우자와촌, 하마자키촌, 아사히촌, 시라하마촌과 합병해 시모다정이 되어 소멸하였다.

## 교통
촌내에는 철도가 다니지 않았다.

## 교육
- 하마사키촌립 스자키 초등학교
- 하마사키촌립 카키사키 초등학교

두 초등학교는 시모다정과 합병후 1967년 4월 1일에 합병해 현재는 시모다시립 하마자키 초등학교가 되었다.